# بطولة أمريكا الجنوبية لكرة الطائرة للسيدات 1964
أقيمت بطولة أمريكا الجنوبية لكرة الطائرة للسيدات 1964 في نسختها السادسة في بوينس آيرس في الأرجنتين.

## الترتيب النهائي
1. 1 2 3 4 5  "Ranking de todas las Competencias de Voleibol de Playa de la CSV". كونفدرالية أمريكا الجنوبية لكرة الطائرة. اطلع عليه بتاريخ 2023-02-23.